# 真人村
真人村（まっとむら）は、かつて新潟県中魚沼郡にあった村。

## 沿革
- 1889年（明治22年）4月1日 - 町村制施行に伴い中魚沼郡真人村が村制施行し、真人村が発足。
- 1955年（昭和30年）1月1日 - 小千谷市に編入され消滅。